# Martorelles
Martorelles är en kommun i Spanien.   Den ligger i provinsen Província de Barcelona och regionen Katalonien, i den östra delen av landet, 500 km öster om huvudstaden Madrid. Antalet invånare är 4 927. Arean är 3,6 kvadratkilometer. Martorelles gränsar till Montmeló, Montornès del Vallès, Santa Maria de Martorelles, Sant Fost de Campsentelles och Mollet del Vallès. 
Terrängen i Martorelles är lite kuperad.